# Paronychia sessiliflora
Paronychia sessiliflora är en nejlikväxtart som beskrevs av Thomas Nuttall. Paronychia sessiliflora ingår i släktet prasselörter, och familjen nejlikväxter. Inga underarter finns listade i Catalogue of Life.

## Bildgalleri

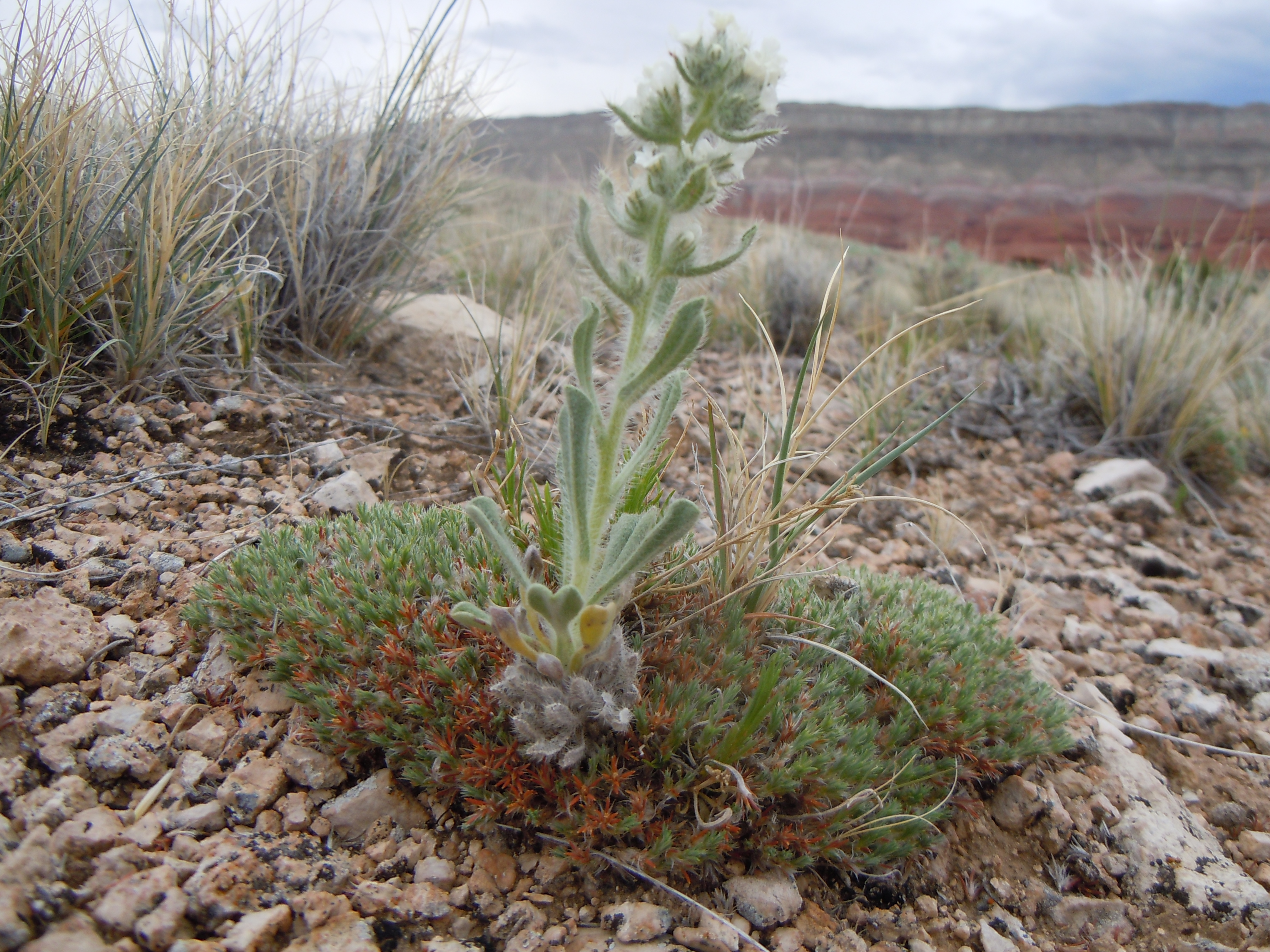
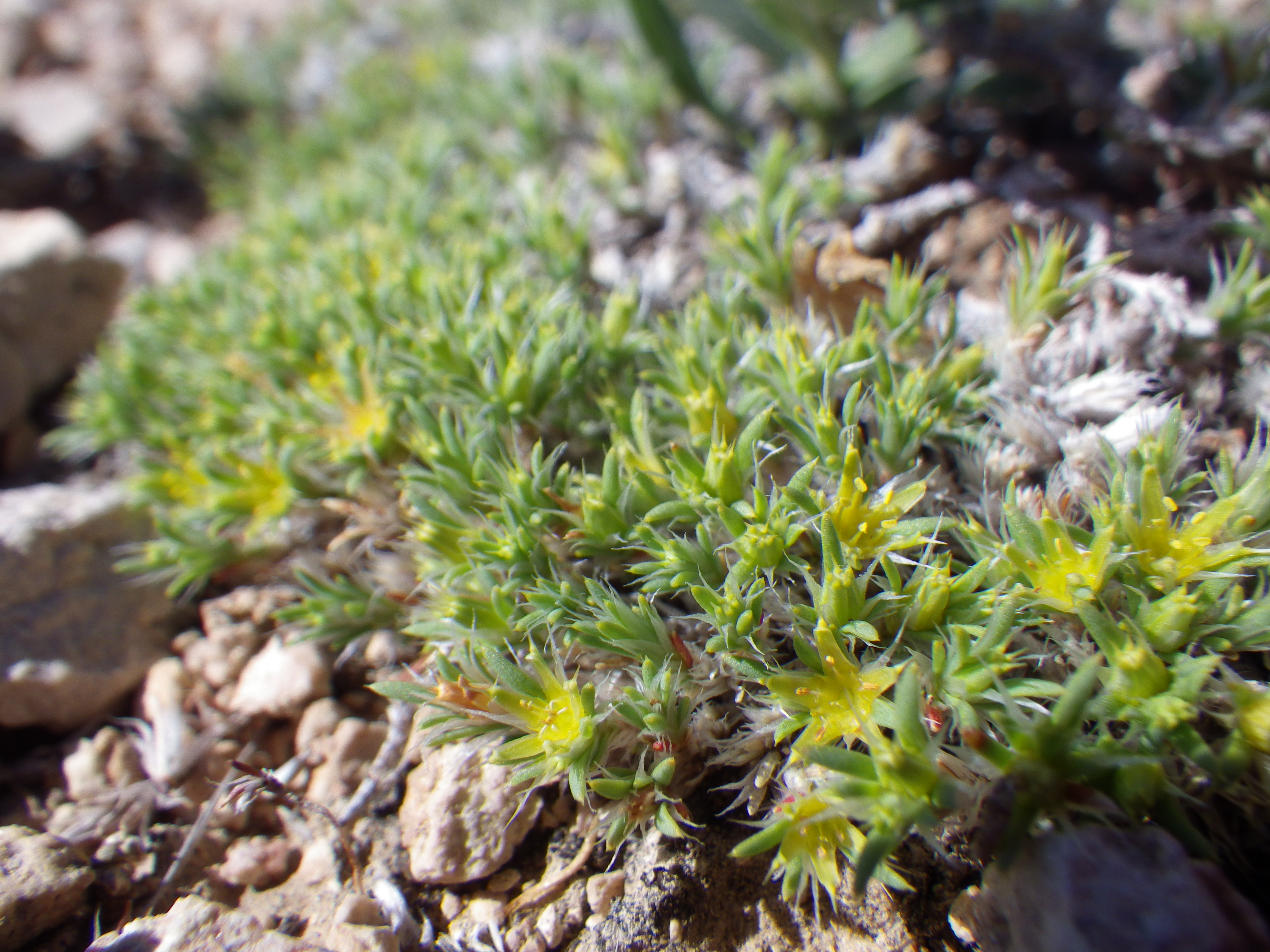